# Chuột nhảy lùn đuôi dày
Chuột nhảy lùn đuôi dày, tên khoa học Salpingotus crassicauda, là một loài động vật có vú trong họ Dipodidae, bộ Gặm nhấm. Loài này được Vinogradov mô tả năm 1924. Chúng được tìm thấy ở Kazakhstan, Mông Cổ và Trung Quốc.